# بخش اسپرینگ فیلد (شهرستان ریچلند، اوهایو)
بخش اسپرینگ فیلد (به انگلیسی: Springfield Township) یک منطقهٔ مسکونی در ایالات متحده آمریکا است که در شهرستان ریچلند، اوهایو واقع شده‌است.
 بخش اسپرینگ فیلد ۹۴٫۹ کیلومتر مربع مساحت و ۹٬۶۷۴ نفر جمعیت دارد و ۴۱۳ متر بالاتر از سطح دریا واقع شده‌است.